# Horicon (Wisconsin)
Horicon è una città degli Stati Uniti d'America, situata in Wisconsin, nella Contea di Dodge.